# Герб Оріхова
Герб Орі́хова — геральдичний символ міста Оріхова Запорізької області, затверджений рішенням Оріхівської міської ради 15 лютого 2001 року. Герб є промовистим.
Автором герба є А. Гречило (з урахуванням варіанту А. Завгороднього)..

## Опис
Золоте поле розділене навхрест червоним стовпом і синьою балкою. На хресті — золотий лісовий горіх зі срібним листям.

## Зміст
Червона смуга означає Муравський чумацький шлях із Криму, над яким виникло поселення, розвиток промисловості і торгівлі. Синя смуга уособлює річку Конку, вказує на колишню межу земель Війська Запорозького. Горіх ліщини є номінальним символом, який розкриває назву міста, що виникло на перетині річки і торговельного шляху. Золоте поле означає багатство земель Степової України. Утворений смугами хрест підкреслює давні козацькі традиції.